# Rio Bozolnicu
O Rio Bozolnicu é um rio da Romênia afluente do Rio Almaş, localizado no distrito de Sălaj.